# Zlatne žice Slavonije
«Zlatne žice Slavonije» («Goldene Saiten Slawoniens») ist ein kulturelles und musikalisches Festival der Folklore, Tamburizza und der Pop-Musik. Dieses Festival findet regelmäßig in Požega, im Osten Kroatiens, statt. Das Festival ist durch Lieder, Weine, Kochkunst, Konzerte, Ausstellungen, Sportwettbewerbe, Folkloreschauen gekennzeichnet. Das Festival findet jährlich, mit Ausnahme den Jahren 1981 bis 1990, seit 1969 statt. Auf dem Festival werden etwa 40 000 Besucher und 100 Journalisten erwartet. 